# Ernst Gisel

Ernst Gisel (1967)

Ernst Gisel (* 8. Juni 1922 in Adliswil; † 6. Mai 2021 in Zürich) war ein  Schweizer Architekt.

## Leben

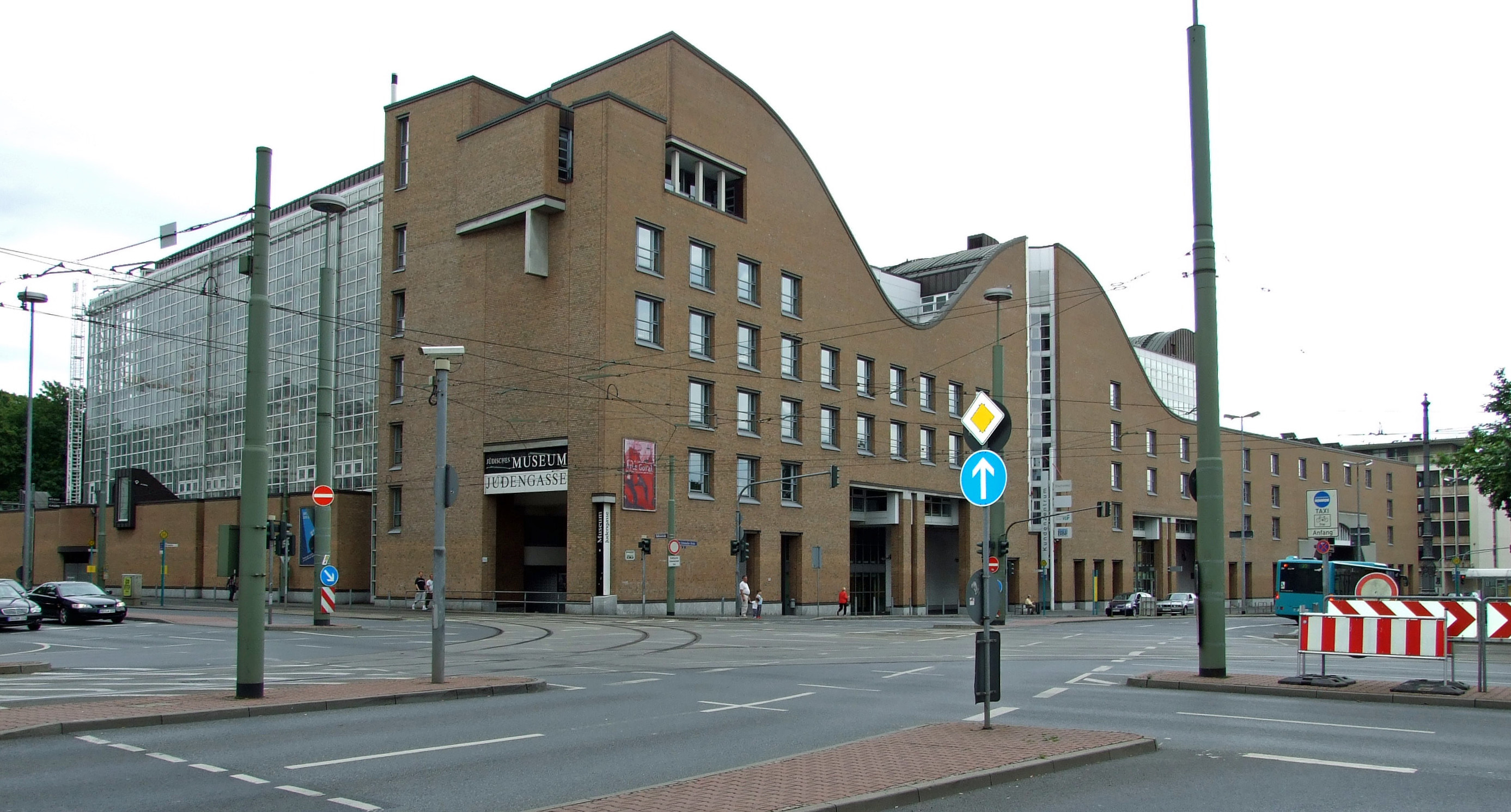
Stadtwerke und Museum Judengasse in Frankfurt am Main (1990)

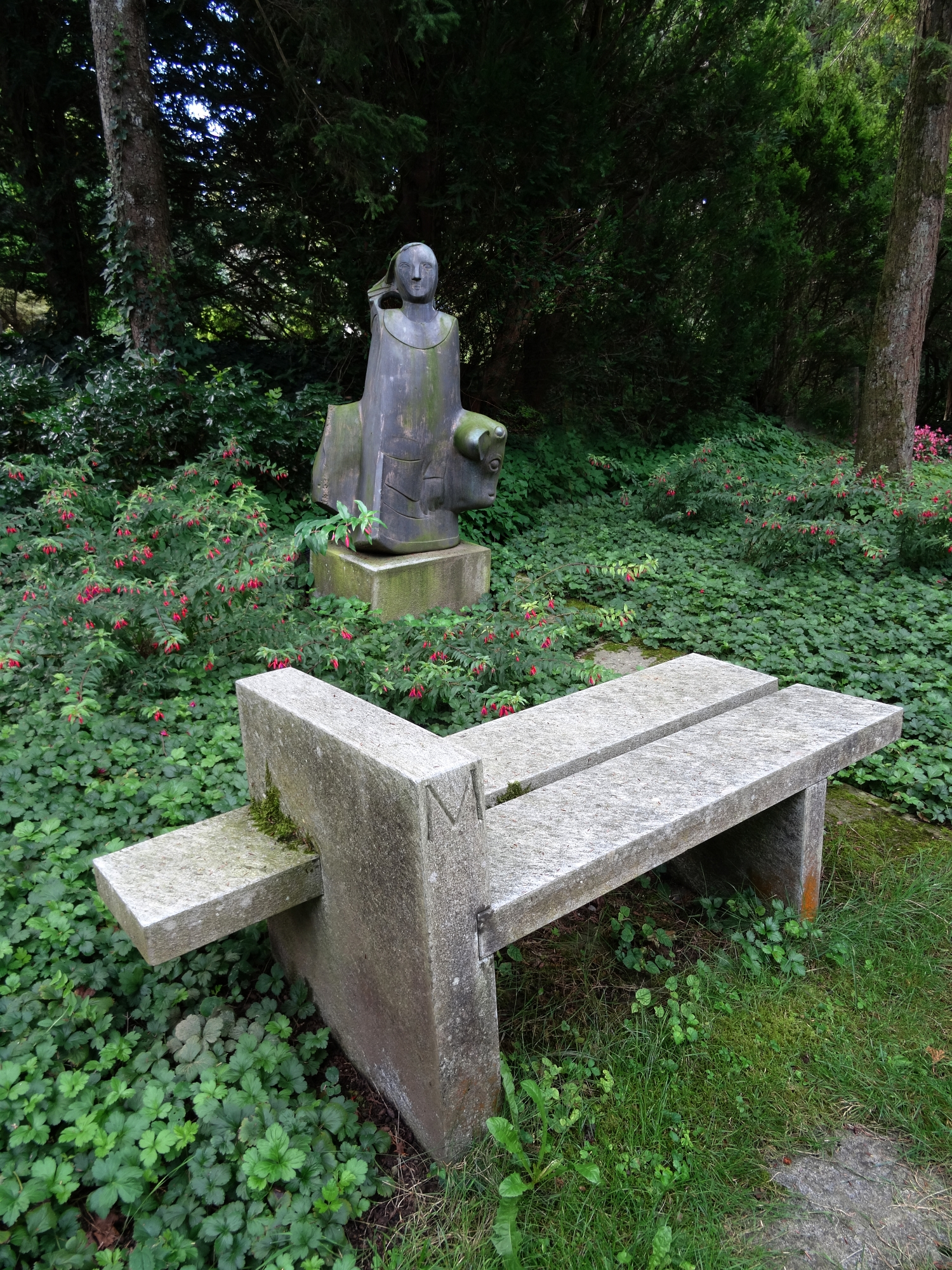
Grab, Friedhof Enzenbühl, Zürich

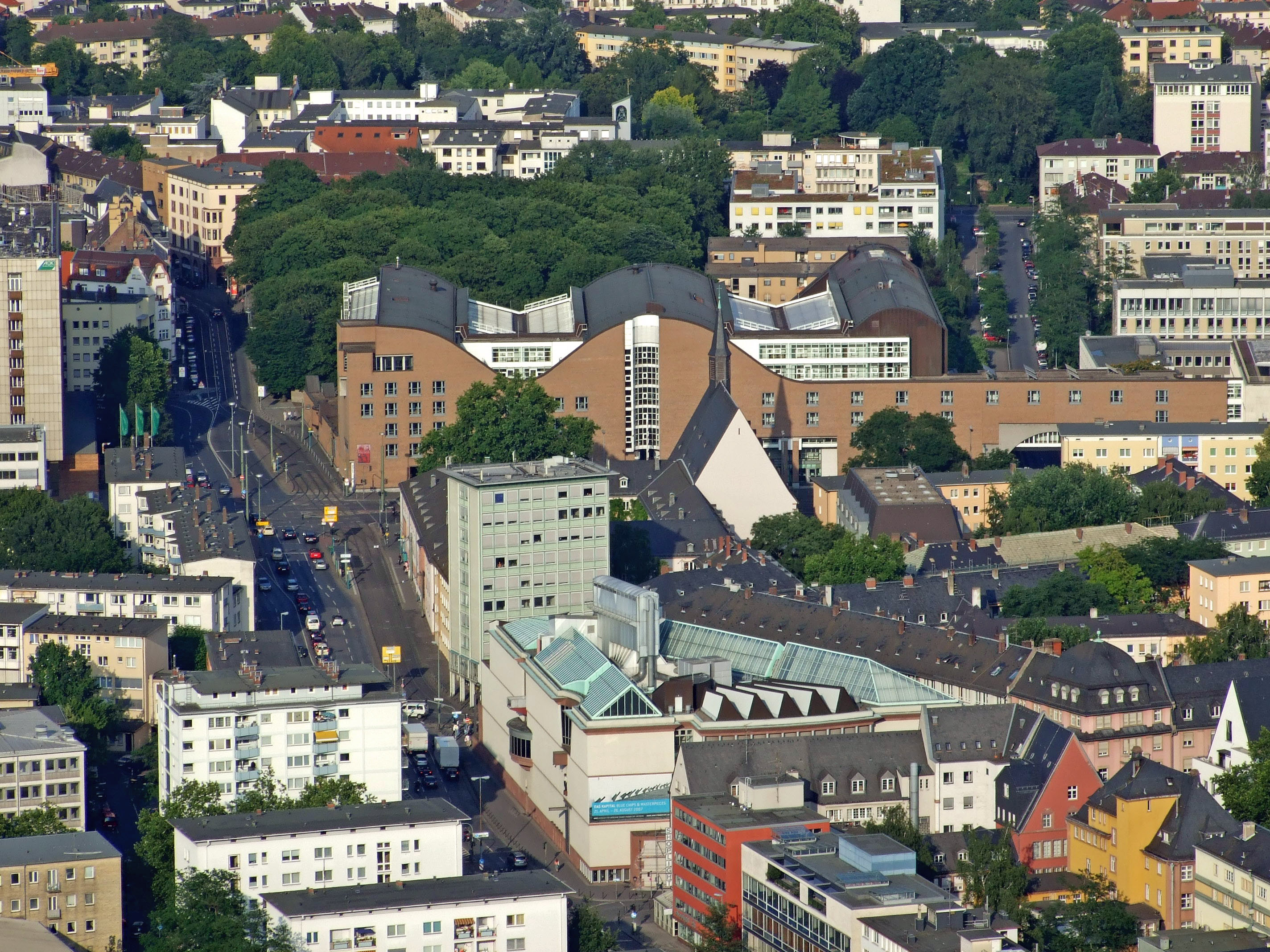
Stadtwerke in Frankfurt am Main, Ansicht vom Main Tower (1990)

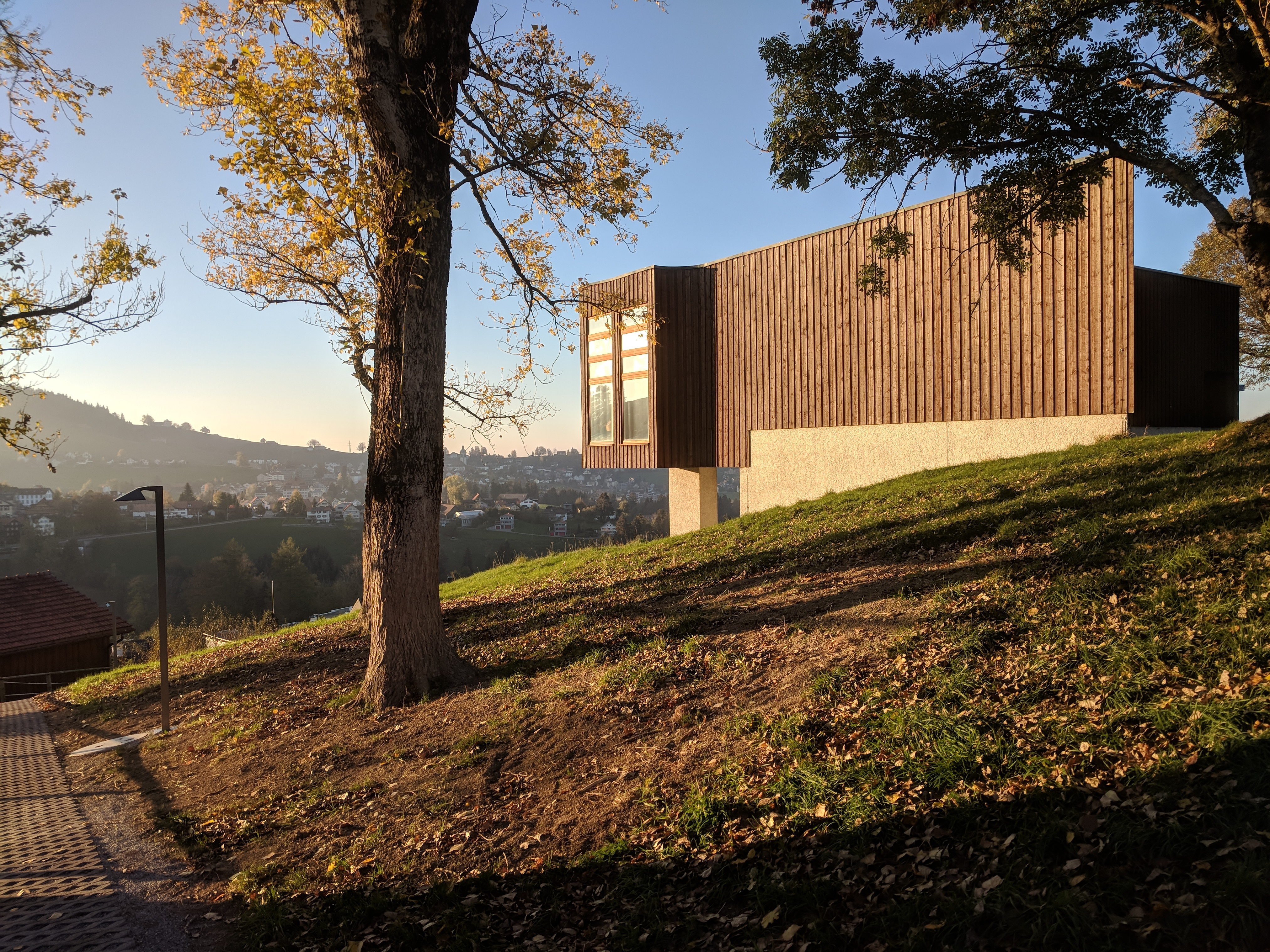
Andachtshaus im Kinderdorf Pestalozzi in Trogen

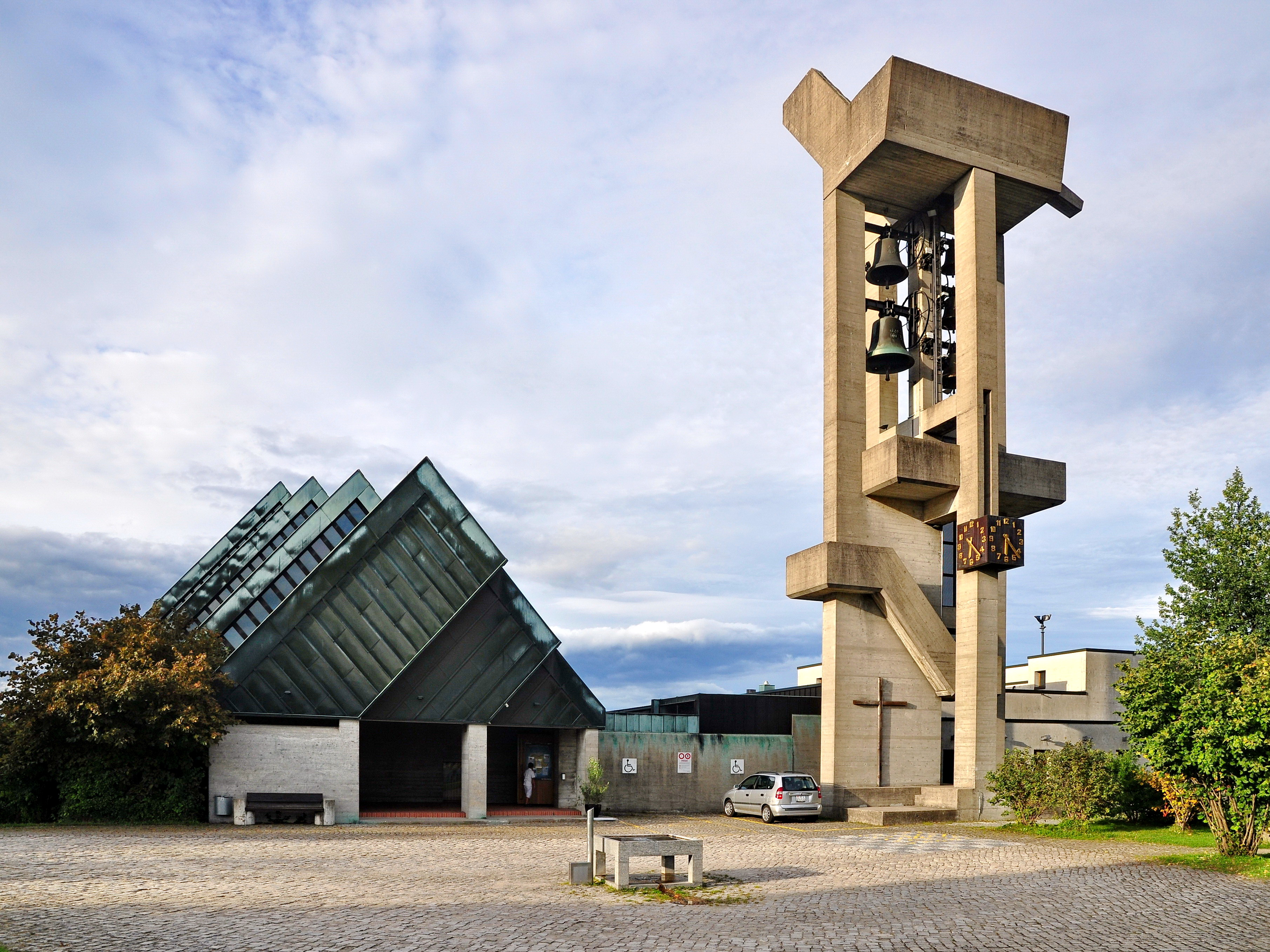
Reformierte Kirche in Effretikon

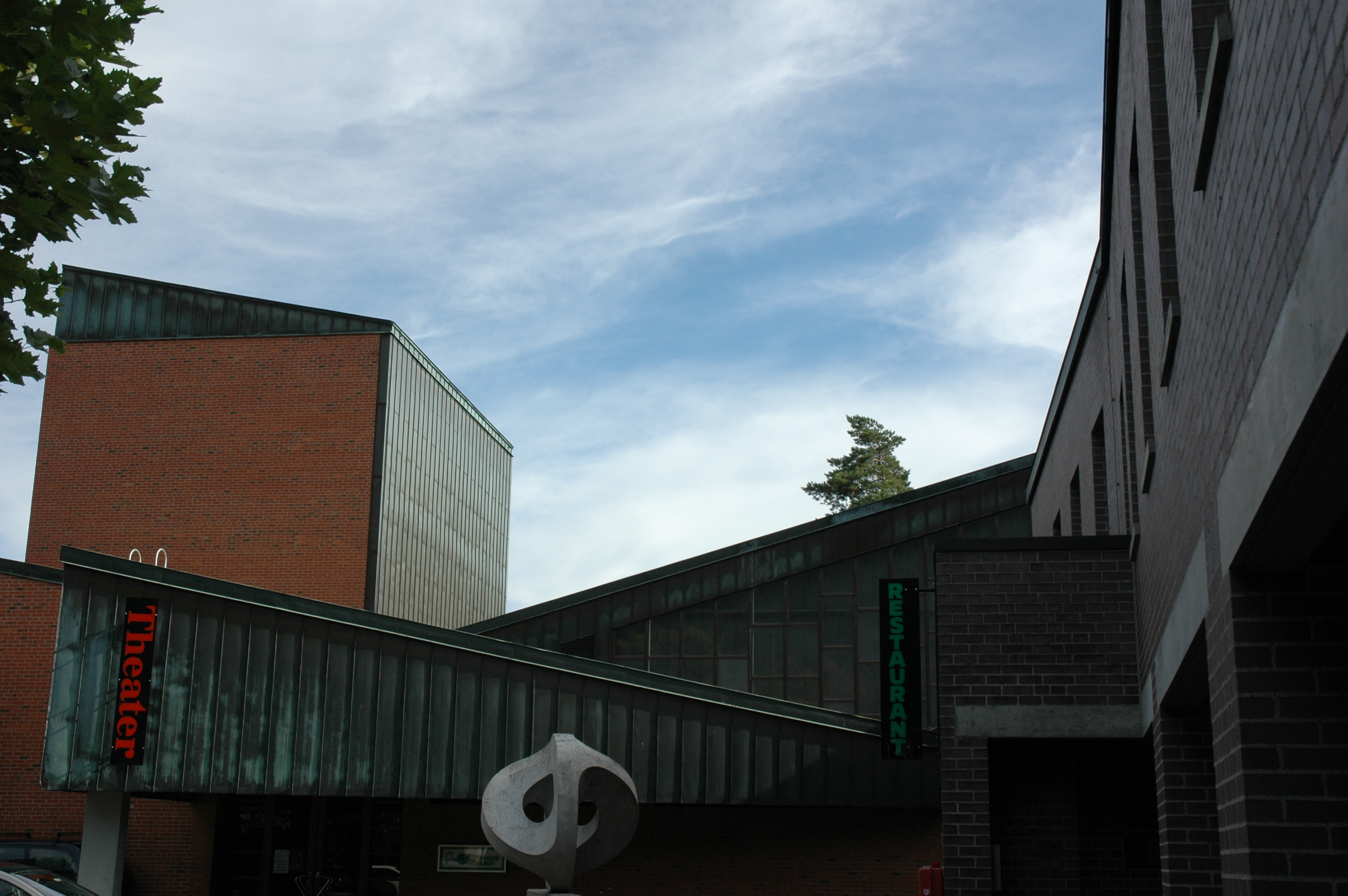
Parktheater in Grenchen, eingestuft als Kulturgut von regionaler Bedeutung in der Schweiz

Gisel war der Sohn eines Sattlermeisters in Zürich-Wollishofen. Nach der Sekundarschule und einer Lehre als Bauzeichner bei Hans Vogelsanger studierte Gisel von 1940 bis 1942 an der Kunstgewerbeschule Zürich, wo er sich endgültig für die Architektur entschied. Nach Mitarbeit bei Alfred Roth ab 1944 gründete er 1945 sein eigenes Atelier in Zürich – zunächst noch zusammen mit Ernst Schaer – und war bald mit ersten Wettbewerbssiegen erfolgreich.
Bekannt wurde er mit dem 1955 fertiggestellten Parktheater Grenchen. In den 1950er und 1960er Jahren baute er zahlreiche Kirchen, beispielsweise in Effretikon (1959–1961) und Reinach (1961–1963), das Theater am Hechtplatz in Zürich sowie verschiedene Schul- und Kommunalbauten.
Zwischen 1960 und 1985 wurde er mehrfach bei der „Prämierung guter Bauten“ in Zürich geehrt. 1966 wurde er Ehrenmitglied des Bundes Deutscher Architekten (BDA) und 1967 erhielt er in Stuttgart den Paul-Bonatz-Preis. In Deutschland baute Gisel 1966–1971 im Märkischen Viertel in Berlin einen Wohnkomplex für 1.800 Menschen. Von 1982 bis 1986 wurde das Rathaus in Fellbach nach seinen Entwürfen ausgeführt. Das Bauwerk wurde 1987 mit dem Deutschen Architekturpreis sowie dem Deutschen Naturwerkstein-Preis ausgezeichnet, 1988 folgte der Hugo-Häring-Preis, die höchste Auszeichnung des BDA-Landesverbands Baden-Württemberg.
Internationale Beachtung fand das 1984 durchgeführte Internationale Architektur Symposium „Mensch und Raum“ an der Technischen Universität Wien, an dem beispielsweise Bruno Zevi, Dennis Sharp, Pierre Vago, Jorge Glusberg, Justus Dahinden, Frei Otto, Paolo Soleri, Otto Kapfinger, Ionel Schein u. a. teilnahmen.
Gisel lehrte 1968/1969 an der Eidgenössischen Technischen Hochschule Zürich und von 1969 bis 1971 an der Technischen Universität Karlsruhe. Gisel präsentierte seine Entwürfe und Kunstwerke in zahlreichen Ausstellungen, beispielsweise 1973 auf der Mailänder Triennale von Aldo Rossi. In seinem Büro in Zürich arbeiteten zahlreiche Architekten wie Arno Lederer, Arthur Rüegg und Silvia Gmür-Maglia in jungen Jahren.
Ernst Gisel war von 1968 bis 1979 ausserordentliches Mitglied Sektion Baukunst der (westdeutschen) Akademie der Künste in Berlin, anschliessend ordentliches Mitglied, ab 1993 der vereinigten Akademie der Künste. 1999 schenkte er sein Zürcher Atelierhaus der ETH Zürich; 2004 wurde Ernst Gisel von der ETH Zürich die Ehrendoktorwürde für sein Lebenswerk als Architekt verliehen.
1946 heiratete er die Architektin Marianne Sessler, mit der er auch zusammenarbeitete. Ab 2010 war Gisel mit der Schweizer Tänzerin, Schauspielerin und Kabarettistin Margrit Läubli zusammen. Im Mai 2021, einen Monat vor seinem 99. Geburtstag, starb er in Zürich. Seine letzte Ruhestätte fand er auf dem Friedhof Enzenbühl in  Zürich.

## Zitate
„Gisel ist es gelungen, ein Neuerer zu sein, ohne polemisch zu werden, modern, aber nie modisch zu bauen.“

## Bauten (Auswahl)
- 1953–1954: Atelierhaus Wuhrstrasse, Zürich
- 1949–1955: Parktheater Grenchen in Grenchen, Schweiz
- 1959: Ferienhaus Gisel, Rigi Kaltbad[4]
- 1959–1961: Reformierte Kirche Effretikon
- 1961–1963: Evangelisch-reformierte Mischelikirche in Reinach
- 1963: Evangelisch-reformierte Bergkirche Rigi-Kaltbad in Weggis
- 1965: Evangelische Kirche mit Gemeindezentrum in Stuttgart-Sonnenberg (seit 2015 unter Denkmalschutz)[5]
- 1965: Kongresshaus in Davos
- 1965: Jugendherberge Wollishofen in Zürich
- 1964–1966: KSS Freizeitpark Schaffhausen
- 1967: Interreligiöses Andachtshaus im Kinderdorf Pestalozzi in Trogen AR
- 1969 Gemeindezentrum der Evangelischen Studierendengemeinde mit integrierter Universitätskirche in Mainz
- 1968–1971: Evangelische Kirche in Prag, Ul. Školské zahrady 1264/1[6]
- 1973: Staatsarchiv in Zürich (Projekt)
- 1982–1986: Rathaus in Fellbach
- 1989–1990: Kirchgemeindehaus Grünau (Zürich-Altstetten)
- 1990: Erweiterung und Umbau der Universität Zürich
- 1990: Kundenzentrum der Stadtwerke Frankfurt am Main mit Museum Judengasse
- 1995: World Trade Center in Zürich

## Ehrungen und Auszeichnungen (Auswahl)
- 1960, 1964, 1968, 1976, 1981, 1985: Auszeichnung „Prämierung guter Bauten“ in Zürich
- 1966: Ehrenmitglied des Bundes Deutscher Architekten (BDA)
- 1967: Paul Bonatz-Preis, Stuttgart
- 1968: Außerordentliches Mitglied der Akademie der Künste, Berlin (West), Sektion Baukunst
- 1979: Ordentliches Mitglied der Akademie der Künste, Berlin (West), Sektion Baukunst
- 1987: Deutscher Architekturpreis für das Rathaus in Fellbach
- 1988: Hugo-Häring-Preis des BDA-Landesverbands Baden-Württemberg
- 1993 Betonpreis und Heimatschutzpreis für Umbau und Sanierung Universität Zürich II. Etappe
- 1993: Ordentliches Mitglied der Akademie der Künste, Berlin, Sektion Baukunst
- 2004: Ehrendoktorwürde der ETH Zürich

## Schriften
- Ernst Gisel: Ausgewählte Aquarelle, Farbstiftzeichnungen und Federzeichnungen. Scheidegger & Spiess, ISBN 3-85881-065-7.